# Peter Waterfield
Peter Waterfield (Londres, Reino Unido, 12 de marzo de 1981) es un clavadista o saltador de trampolín británico especializado en la plataforma de 10 metros, donde consiguió ser subcampeón olímpico en 2004 en los saltos sincronizados.

## Carrera deportiva
En el Campeonato Mundial de Natación de 2005 celebrado en Montreal (Canadá) ganó la medalla de bronce en los saltos sincronizados desde la plataforma de 10 metros, con una puntuación de 367 puntos, tras la pareja rusa y la china, siendo su compañero de saltos Leon Taylor; y en los Juegos Olímpicos de Atenas 2004 ganó la medalla de plata en la misma prueba.